# Међународни аеродром Далес
Међународни аеродром Вашингтон Далес (IATA: IAD, ICAO: KIAD), познатији по свом ранијем називу Међународни аеродром Далес, по шифри аеродрома IAD, или једноставно као аеродром Далес је међународни аеродром на истоку Сједињеним Државама, удаљен 42 км западно од центра Вашингтона, у окрузима Лаудоун и Ферфакс у Северној Вирџинији.  
Отворен 1962. године, аеродром је назван по Џону Фостеру Далесу, утицајном државном секретару током Хладног рата који је накратко представљао Њујорк у Сенату Сједињених Држава.   Његов главни терминал је добро познато обележје које је дизајнирао Еро Саринен. Далес заузима 52,6 км2. Далес је на четвртом месту у САД по површини, после Међународног аеродрома Денвер, Међународног аеродрома Далас/Форт Ворт и Међународног аеродрома Југозападна Флорида.
Уз Аеродром Роналд Реган у Вашингтону и Међународни аеродром Балтимор/Вашингтон, Далес је један од три главна аеродрома који опслужују градско подручје Вашингтон-Балтимор. Од 2021. то је други најпрометнији аеродром у метрополитанској области Вашингтон-Балтимор иза Националног аеродрома Реган и 28. најпрометнији аеродром у Сједињеним Државама.  Далес има највећи међународни путнички саобраћај од било ког аеродрома у средњем Атлантику ван градског подручја Њујорка, укључујући приближно 90% међународног путничког саобраћаја у региону Балтимор-Вашингтон.  Имао је више од 20 милиона укрцаја путника сваке године од 2004. до 2019.   У просеку 60.000 путника дневно прође кроз Далес до и са више од 139 дестинација широм света.   
Повећана домаћа путовања са националног аеродрома Реган нарушила су неке од Далесових домаћих рута.  Далес је претекао Регана у укупном броју пласмана током 2019.  Међутим, 2018. је Далес надмашио Регана у броју годишњих укрцавања путника након што је имао мање путника од 2015. 
Далес је чвориште за United Airlines и често га користе авиокомпаније са којима United има код-шер уговоре, углавном састављене од чланова Стар алајанс-а као што су Теркиш ерлајнс и Луфтханза.

## Терминали
Терминални комплекс аеродрома састоји се од главног терминала (који укључује четири оригинална излаза, позната као „Z“ гејтови) и две паралелне терминалне зграде у средишњем делу терена: холова А/B и холова C/D. Читав терминални комплекс има укупно 139 гејтова.

### Међутерминални превоз
Замишљен у раним фазама планирања, аеродром Далес је један од ретких преосталих аеродрома који користе мобилне салоне, који се сада користе само за превоз до зграде за међународне доласке, као и за превоз до хола D. Сви су добили имена на основу поштанских скраћеница 50 држава.

### Главни терминал
Главни терминал садржи продају карата на горњем нивоу, преузимање пртљага и царинску и граничну заштиту САД на доњем нивоу, као и анексе за зграду за међународне доласке за међународну обраду путника, као и четири Z гејта (које користе Ер Канада и Јунајтед Експрес), H гејта, разне информативне киоске и друге помоћне објекте. Главни терминал је 1966. препознат од стране Америчког института архитеката због свог дизајнерског концепта; његов кров је висећа контактна мрежа која пружа широк затворени простор неометан било каквим стубовима.

## Авио-компаније и дестинације

### Путнички
| Airlines                      | Destinations | Refs                        |
| ----------------------------- | --- | --------------------------- |
| Aer Lingus                    | Dublin | [ 17 ]                      |
| Aeroméxico                    | Mexico City | [ 18 ]                      |
| Air Canada                    | Seasonal: Toronto–Pearson (begins May 1, 2025), Vancouver | [ 21 ]                      |
| Air Canada Express            | Montréal–Trudeau, Toronto–Pearson | [ 21 ]                      |
| Air Chinaa                    | Beijing–Capital | [ 22 ]                      |
| Air France                    | Paris–Charles de Gaulle | [ 23 ]                      |
| Air India                     | Delhi | [ 24 ]                      |
| Alaska Airlines               | Los Angeles, San Diego, San Francisco, Seattle/Tacoma | [ 26 ]                      |
| Allegiant Air                 | Asheville (begins June 20, 2025), Destin/Fort Walton Beach (begins May 23, 2025), Jacksonville (FL), Knoxville (begins May 23, 2025), Punta Gorda (FL),Шаблон:Better Sarasota, Savannah (begins May 22, 2025) | [ 30 ]                      |
| All Nippon Airways            | Tokyo–Haneda | [ 31 ]                      |
| American Airlines             | Dallas/Fort Worth | [ 32 ]                      |
| American Eagle                | Charlotte | [ 32 ]                      |
| Austrian Airlines             | Vienna | [ 33 ]                      |
| Avelo Airlines                | New Haven | [ 35 ]                      |
| Avianca                       | Bogotá | [ 36 ]                      |
| Avianca Costa Rica            | Guatemala City Seasonal: San José (CR) | [ 37 ]                      |
| Avianca El Salvador           | San Salvador | [ 36 ]                      |
| Breeze Airways                | Ogdensburg, Provo, South Bend, Vero Beach | [ 39 ]                      |
| British Airways               | London–Heathrow | [ 40 ]                      |
| Brussels Airlines             | Seasonal: Brussels | [ 42 ]                      |
| Copa Airlines                 | Panama City–Tocumen | [ 43 ]                      |
| Delta Air Lines               | Atlanta, Salt Lake City, Seattle/Tacoma Seasonal: Detroit | [ 44 ]                      |
| Delta Connection              | Detroit, Minneapolis/St. Paul, New York–JFK | [ 44 ]                      |
| Egyptair                      | Cairo | [ 45 ]                      |
| Emirates                      | Dubai–International | [ 46 ]                      |
| Ethiopian Airlinesb           | Addis Ababa, Lomé | [ 47 ]                      |
| Etihad Airways                | Abu Dhabi | [ 48 ]                      |
| Frontier Airlines             | Atlanta, Orlando, Tampa | [ 51 ]                      |
| Iberia                        | Seasonal: Madrid | [ 53 ]                      |
| Icelandair                    | Reykjavík–Keflavík | [ 54 ]                      |
| ITA Airways                   | Seasonal: Rome–Fiumicino | [ 56 ]                      |
| KLM                           | Amsterdam | [ 57 ]                      |
| Korean Air                    | Seoul–Incheon | [ 58 ]                      |
| Lufthansa                     | Frankfurt, Munich | [ 59 ]                      |
| Porter Airlines               | Toronto–Billy Bishop | [ 60 ]                      |
| Qatar Airways                 | Doha | [ 61 ]                      |
| Royal Air Maroc               | Casablanca | [ 62 ]                      |
| Royal Jordanian               | Amman–Queen Alia (begins March 23, 2025) | [ 64 ]                      |
| Saudia                        | Jeddah, Riyadh | [ 65 ]                      |
| Scandinavian Airlines         | Copenhagen | [ 66 ]                      |
| Southern Airways Express      | Bradford (PA), DuBois (PA), Lancaster (PA), Williamsport (PA) | [ 68 ]                      |
| Southwest Airlines            | Denver, Phoenix–Sky HarborШаблон:Better source needed | [ 70 ]                      |
| Sun Country Airlines          | Seasonal: Minneapolis/St. Paul | [ 72 ]                      |
| Swiss International Air Lines | Zürich | [ 74 ]                      |
| TAP Air Portugal              | Lisbon | [ 75 ]                      |
| Turkish Airlines              | Istanbul | [ 76 ]                      |
| United Airlines               | Accra, Amsterdam, Aruba, Atlanta, Austin, Barbados, Boston, Brussels, Cancún, Cape Town, Charleston (SC), Charlotte, Chicago–O'Hare, Cleveland, Dakar–Diass (begins May 23, 2025), Dallas/Fort Worth, Denver, Dublin, Fort Lauderdale, Fort Myers, Frankfurt, Geneva, Guatemala City, Hartford, Honolulu, Houston–Intercontinental, Jacksonville (FL), Lagos, Las Vegas, Lisbon, London–Heathrow, Los Angeles, Mexico City, Miami, Munich, Nashville, Newark, New Orleans, Norfolk, Orlando, Paris–Charles de Gaulle, Phoenix–Sky Harbor, Portland (OR), Providenciales, Punta Cana, Raleigh/Durham, Rome–Fiumicino, Sacramento, St. Thomas, Salt Lake City, San Antonio, San Diego, San Francisco, San Juan, São Paulo–Guarulhos, Seattle/Tacoma, Tampa, Tel Aviv (suspended), Tokyo–Haneda, Zürich Seasonal: Anchorage, Athens, Barcelona, Bozeman, Calgary, Edinburgh, Grand Cayman, Hayden/Steamboat Springs, Key West, Madrid, Montego Bay, Nassau, Nice (begins May 24, 2025), Palm Springs, St. Maarten, San José (CR), San Salvador, Vancouver, Venice (begins May 22, 2025) | Шаблон:Better source needed |
| United Express                | Albany, Buffalo, Burlington (VT), Charleston (SC), Charlotte, Charlottesville (VA), Cincinnati, Cleveland, Columbia (SC), Columbus–Glenn, Dayton, Detroit, Greensboro, Greenville/Spartanburg, Harrisburg, Hartford, Huntsville, Indianapolis, Ithaca (begins March 30, 2025), Johnstown (PA), Kansas City, Knoxville, Louisville, Manchester (NH) (begins March 30, 2025), Minneapolis/St. Paul, Mobile–Regional, Montréal–Trudeau, Morgantown (WV), Nashville, Newark, New York–LaGuardia, Norfolk, Ottawa, Philadelphia, Pittsburgh, Portland (ME), Providence, Richmond, Roanoke, Rochester (NY), St. Louis, Savannah, South Bend, State College, Syracuse, Toronto–Pearson, Wilkes-Barre/Scranton Seasonal: Jacksonville (FL), Key West, Myrtle Beach, Raleigh/Durham, Traverse City, West Palm Beach | [ 93 ]                      |
| Virgin Atlantic               | London–Heathrow | [ 94 ]                      |
| Volaris El Salvador           | San Salvador | [ 95 ]                      |
| WestJet                       | Seasonal: Calgary | [ 97 ]                      |

## Статистика

### Топ дестинације
| Ранг | аеродром                         | Путници |
| ---- | -------------------------------- | ------- |
| 1    | Денвер, Колорадо                 | 527.000 |
| 2    | Сан Франциско, Калифорнија       | 479.000 |
| 3    | Лос Анђелес, Калифорнија         | 441.000 |
| 4    | Атланта, Џорџија                 | 387.000 |
| 5    | Сијетл/Такома, Вашингтон         | 305.000 |
| 6    | Хјустон–Интерконтинентал, Тексас | 252.000 |
| 7    | Чикаго – О'Харе, Илиноис         | 235.000 |
| 8    | Орландо, Флорида                 | 229.000 |
| 9    | Далас/Форт Ворт, Тексас          | 229.000 |
| 10   | Сан Дијего, Калифорнија          | 222.000 |

| Ранг | аеродром                                       | Путници |
| ---- | ---------------------------------------------- | ------- |
| 1    | Лондон–Хитроу, Уједињено Краљевство            | 810,478 |
| 2    | Франкфурт, Немачка                             | 633,846 |
| 3    | Сан Салвадор, Ел Салвадор                      | 541,803 |
| 4    | Париз – Шарл де Гол, Француска                 | 517,587 |
| 5    | Истанбул, Турска                               | 318,963 |
| 6    | Даблин, Ирска                                  | 298,876 |
| 7    | Дубаи–Интернатионал, Уједињени Арапски Емирати | 274,563 |
| 8    | Панама Цити – Тоцумен, Панама                  | 272,871 |
| 9    | Минхен, Немачка                                | 266,956 |
| 10   | Брисел, Белгија                                | 263,307 |

### Тржишни удео авио-компанија
| Ранг | Аирлине            | Енпланементс | Проценат тржишног удела |
| ---- | ------------------ | ------------ | ----------------------- |
| 1    | Унитед Аирлинес    | 2,899,449    | 70,42%                  |
| 2    | Делта Аир Линес    | 212,151      | 5,12%                   |
| 3    | Америцан Аирлинес  | 142,382      | 3,44%                   |
| 4    | Соутхвест Аирлинес | 85,013       | 2,05%                   |
| 5    | Аласка Аирлинес    | 63,659       | 2,05%                   |

### Годишњи промет
| Year | Passengers | Year | Passengers | Year | Passengers | Year | Passengers | Year | Passengers |
| ---- | ---------- | ---- | ---------- | ---- | ---------- | ---- | ---------- | ---- | ---------- |
| 1979 | 3,525,054  | 1989 | 10,399,091 | 1999 | 19,797,329 | 2009 | 23,213,341 | 2019 | 24,817,677 |
| 1980 | 2,624,398  | 1990 | 10,438,089 | 2000 | 20,104,693 | 2010 | 23,741,603 | 2020 | 8,333,460  |
| 1981 | 2,324,585  | 1991 | 10,962,328 | 2001 | 18,002,319 | 2011 | 23,211,856 | 2021 | 15,006,955 |
| 1982 | 2,609,933  | 1992 | 11,530,829 | 2002 | 17,235,163 | 2012 | 22,561,521 | 2022 | 21,376,896 |
| 1983 | 3,019,789  | 1993 | 10,987,191 | 2003 | 16,950,381 | 2013 | 21,947,065 | 2023 | 25,135,288 |
| 1984 | 3,555,771  | 1994 | 11,690,786 | 2004 | 22,868,852 | 2014 | 21,572,233 | 2024 |            |
| 1985 | 5,237,277  | 1995 | 12,443,657 | 2005 | 27,052,118 | 2015 | 21,650,546 | 2025 |            |
| 1986 | 9,131,895  | 1996 | 12,894,028 | 2006 | 23,020,362 | 2016 | 21,969,094 | 2026 |            |
| 1987 | 10,950,211 | 1997 | 13,757,861 | 2007 | 24,737,528 | 2017 | 22,892,504 | 2027 |            |
| 1988 | 9,686,637  | 1998 | 15,746,342 | 2008 | 23,876,780 | 2018 | 24,060,709 | 2028 |            |

## У популарној култури
Далес је био популарна локација за снимање, посебно у својим раним годинама када је имао релативно низак ниво саобраћаја у односу на његову величину и разрађен дизајн.
- Аеродром је био у великој мери представљен у филмској франшизи Аеродром - у свим осим у првом филму серије. [103] Конкретно, и Аеродром 1975 и Аеродром '79 садрже сцене снимљене унутар и изван главне зграде терминала у претходно проширеном стању. Такође је приказан систем мобилних салона који ради у свом оригиналном облику када се салони директно спајају са авионом на платформи. [103] Аеродром '77 садржи ноћни поглед на терминал са Боингом 747 који полеће у првом плану. [104]
- Умри мушки 2 је био смештен у Далесу, али у ствари не садржи снимке стварно снимљене на аеродрому. [105]